# Norma ambiental
A norma ambiental é um instrumento legal que regula a qualidade ambiental através do controle da poluição, dos processos de fabricação ou da presença de contaminantes no produto final.